# Oxaenanus sumatrensis
Oxaenanus sumatrensis là một loài bướm đêm trong họ Noctuidae.